# Cancún
Cancún este un oraș din Mexic, situat în peninsula Yucatan, cu o populație ce depășește 500.000. Este o stațiune balneoclimaterică foarte populară pe coasta Golfului Mexic.

## Clima
Cancún are o climă tropicală, cu temperaturi ce nu scad sub 15 °C, dar nici nu depășesc 35 °C.

## Personalități născute aici
- Carlos Vela (n. 1989), fotbalist.